# Народный дом (Воронеж)
Народный дом — утраченное здание в Воронеже, располагавшееся южнее дома № 8 по проспекту Революции. Он представлял собой трёхэтажное кирпичное здание с театрально-концертным залом, в котором велась культурно-просветительная работа среди населения. До революции носил имя царевича Алексея. Главный фасад здания был обращён к Большой Дворянской улице, его выделял небольшой ризалит, завершённый фигурным готическим щипцом. Фасады были декорированы в стиле кирпичной эклектики. 
Кроме зрительного зала на 900 мест, в здании также располагалась кабинеты Общества народных университетов. Народный дом, торжественно открытый осенью 1904 года, стал первым сооружением, построенным на территории Старого бега, в то время окраинной части Воронежа.
В советское время здание заняли политико-просветительные учреждения. Во время Великой Отечественной войны здание было разрушено. Восстанавливать его не стали, разобрали на кирпичи, а территорию присоединили к соседнему зданию, которое заняло военное ведомство.

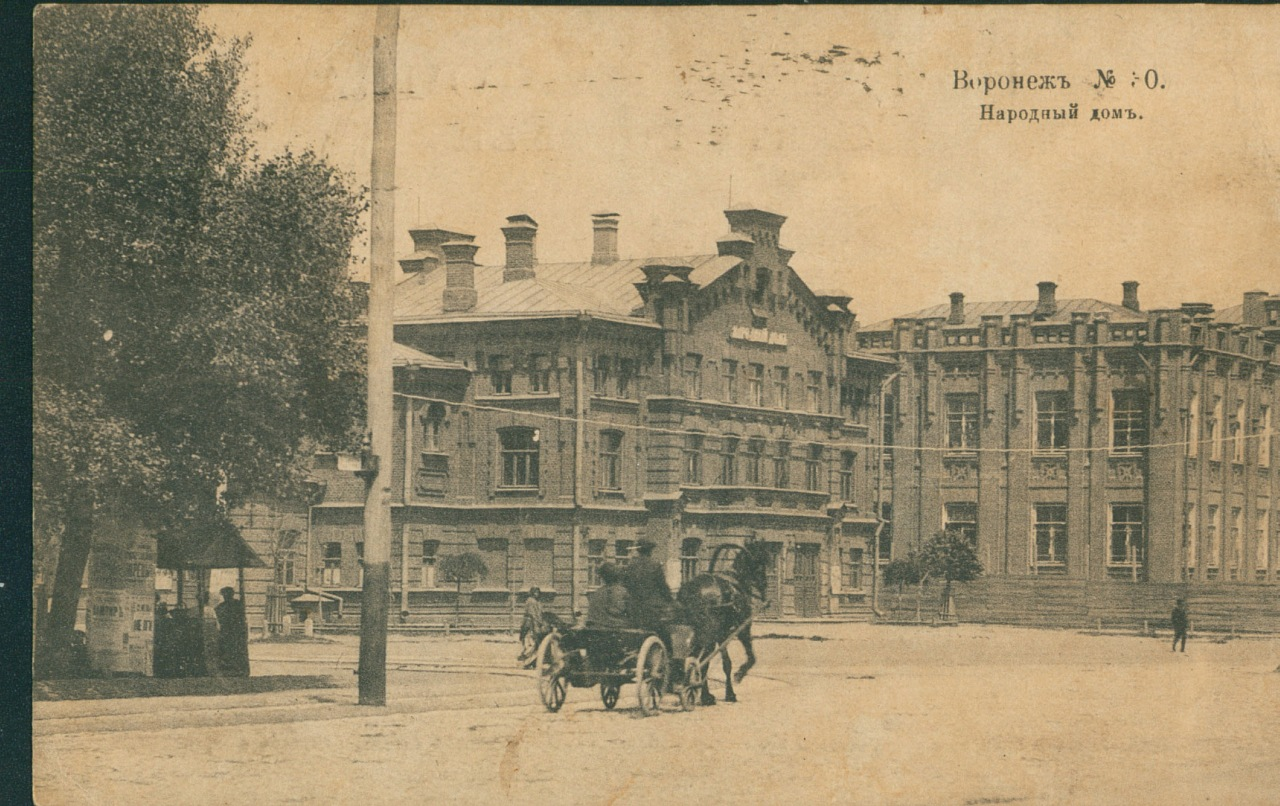
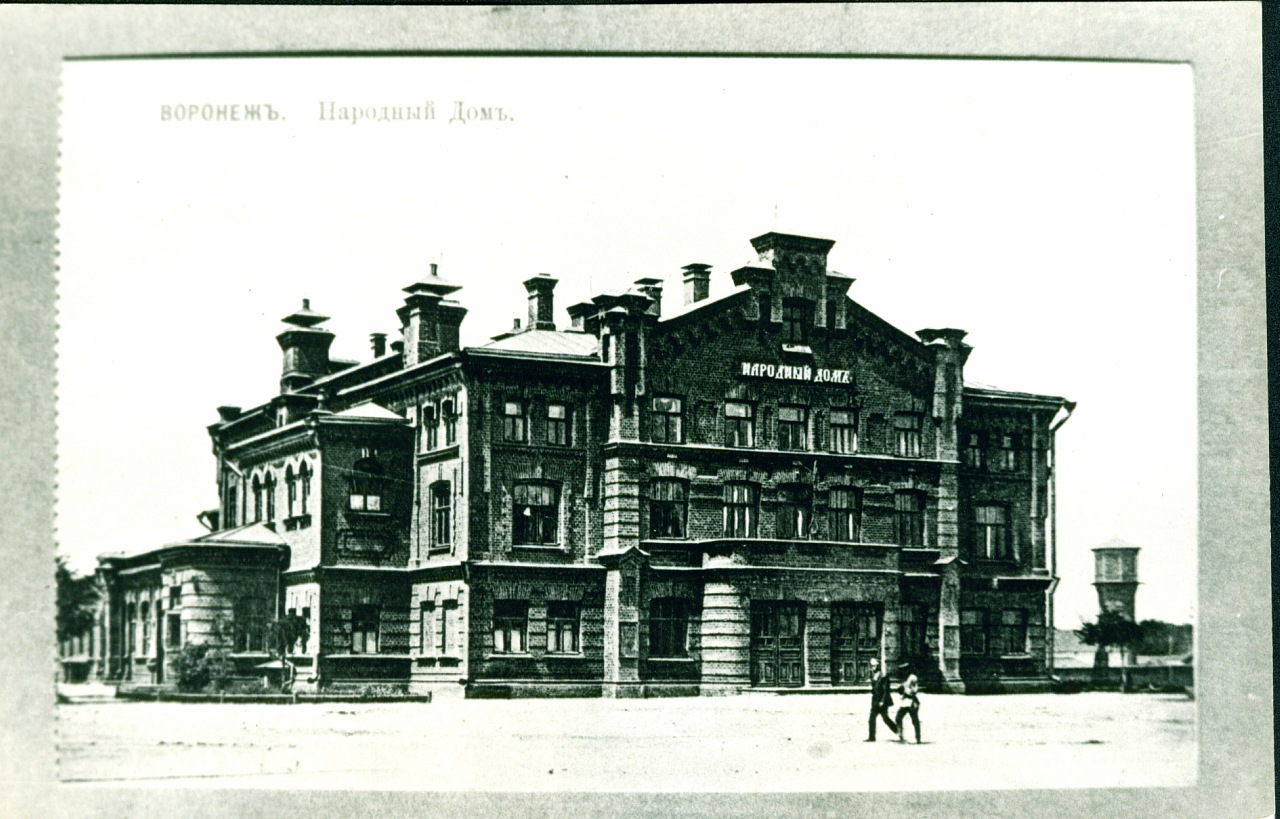